# Mauron
Mauron är en kommun i departementet Morbihan i regionen Bretagne i nordvästra Frankrike. Kommunen ligger i kantonen Mauron som tillhör arrondissementet Vannes. År 2022 hade Mauron 3 169 invånare.

## Befolkningsutveckling
Antalet invånare i kommunen Mauron
| Referens: INSEE |